# Konstantínos Mavropános
Konstantínos « Dínos » Mavropános (grec moderne : Κωνσταντίνος «Ντίνος» Μαυροπάνος), né le 11 décembre 1997 à Athènes en Grèce, est un footballeur international grec qui évolue au poste de défenseur central au West Ham United.

## Biographie

### PAS Giannina
Konstantínos Mavropános joue son premier match en professionnel contre l'Agrotikos Asteras en Coupe de Grèce, le 29 novembre 2016. Son équipe s'impose sur le score de un but à zéro. Il fait sa première apparition en championnat le 5 avril 2017 contre le PAE Veria. Une rencontre perdue par le PAS Giannina sur le score de trois buts à zéro. Le 19 août de la même année, Mavropános inscrit son premier but en professionnel, lors d'une victoire en championnat contre le PAE Asteras Tripolis (1-2). En une demie saison, il inscrit trois buts en championnat.

### Arsenal FC
Le 4 janvier 2018, Konstantinos Mavropános s'engage en faveur de l'Arsenal FC. Le montant du transfert est estimé à 2 millions d'euros. Il joue son premier match de Premier League le 29 avril 2018, contre Manchester United à Old Trafford. Il est titularisé en défense centrale, et son équipe s'incline ce jour-là (2-1).
Il joue son premier match en Ligue Europa le 12 décembre 2019, lors de la phase de groupe, contre le Standard de Liège (score : 2-2).

### FC Nuremberg
En janvier 2020, Konstantínos Mavropános est prêté jusqu'à la fin de la saison au FC Nuremberg.

### VfB Stuttgart
Le 16 juillet 2020, après avoir prolongé son contrat avec Arsenal, Konstantínos Mavropános est prêté pour une saison au VfB Stuttgart, tout juste promu en première division allemande.
Le 24 juin 2021, Mavropános est de nouveau prêté pour une saison au VfB Stuttgart avec option d'achat,.
Après être parvenu à se maintenir en première division lors de la saison 2021-2022, le VfB Stuttgart lève l'option d'achat pour Mavropános en mai 2022. Le défenseur grec s'engage alors pour un contrat courant jusqu'en juin 2025.

### West Ham United
Après s'être révélé en Allemagne, Konstantínos Mavropános fait son retour en Angleterre en s'engageant le 22 août 2023 en faveur de West Ham United. Il signe un contrat de cinq ans, soit jusqu'en juin 2028,.

### En sélection
Konstantínos Mavropános joue son premier match avec l'équipe de Grèce espoirs le 10 octobre 2017, contre Saint-Marin. Il entre en jeu à la place de Dimítris Nikoláou pour une victoire finale cinq buts à zéro de son équipe.
Konstantínos Mavropános honore sa première sélection avec l'équipe nationale de Grèce le 28 mars 2021, lors d'un match amical contre le Honduras. Il est titularisé lors de cette rencontre qui se solde par la victoire de son équipe par deux buts à un,.
Le 10 septembre 2023, Mavropános se fait remarquer en inscrivant deux buts contre Gibraltar lors des éliminatoires de l'Euro 2024. Il s'agit de ses deux premiers buts en sélection et ils contribuent au succès de son équipe par cinq buts à zéro ce jour-là,.

## Statistiques
| Saison                | Club                  | Championnat           | Championnat | Championnat | Coupe nationale | Coupe nationale | Coupe de la Ligue | Coupe de la Ligue | Compétition(s) continentale(s) | Compétition(s) continentale(s) | Compétition(s) continentale(s) | Barrages | Barrages | Total | Total |
| Saison                | Club                  | Division              | M.          | B.          | M.              | B.              | M.                | B.                | Comp.                          | M.                             | B.                             | M.       | B.       | M.    | B.    |
| 2016-2017             | PAS Giannina          | Super League          | 2           | 0           | 2               | 0               | -                 | -                 | -                              | -                              | -                              | -        | -        | 4     | 0     |
| 2017-2018             | PAS Giannina          | Super League          | 14          | 3           | 2               | 0               | -                 | -                 | -                              | -                              | -                              | -        | -        | 16    | 3     |
| Sous-total            | Sous-total            | Sous-total            | 16          | 3           | 4               | 0               | 0                 | 0                 | -                              | 0                              | 0                              | 0        | 0        | 20    | 3     |
| 2017-2018             | Arsenal FC            | Premier League        | 3           | 0           | -               | -               | -                 | -                 | C3                             | -                              | -                              | -        | -        | 3     | 0     |
| 2018-2019             | Arsenal FC            | Premier League        | 4           | 0           | -               | -               | -                 | -                 | C3                             | -                              | -                              | -        | -        | 4     | 0     |
| 2019-2020             | Arsenal FC            | Premier League        | -           | -           | -               | -               | -                 | -                 | C3                             | 1                              | 0                              | -        | -        | 1     | 0     |
| Sous-total            | Sous-total            | Sous-total            | 7           | 0           | 0               | 0               | 0                 | 0                 | -                              | 1                              | 0                              | 0        | 0        | 8     | 0     |
| 2019-2020             | FC Nuremberg (prêt)   | 2. Bundesliga         | 11          | 0           | -               | -               | -                 | -                 | -                              | -                              | -                              | 1        | 0        | 12    | 0     |
| 2020-2021             | VfB Stuttgart (prêt)  | Bundesliga            | 21          | 0           | 1               | 0               | -                 | -                 | -                              | -                              | -                              | -        | -        | 22    | 0     |
| 2021-2022             | VfB Stuttgart (prêt)  | Bundesliga            | 31          | 4           | 2               | 1               | -                 | -                 | -                              | -                              | -                              | -        | -        | 33    | 5     |
| 2022-2023             | VfB Stuttgart         | Bundesliga            | 28          | 2           | 4               | 0               | -                 | -                 | -                              | -                              | -                              | 2        | 1        | 34    | 3     |
| Sous-total            | Sous-total            | Sous-total            | 80          | 6           | 7               | 1               | 0                 | 0                 | -                              | 0                              | 0                              | 2        | 1        | 89    | 8     |
| 2023-2024             | West Ham United       | Premier League        | 19          | 1           | 2               | 0               | 3                 | 0                 | C3                             | 9                              | 0                              | -        | -        | 33    | 1     |
| 2024-2025             | West Ham United       | Premier League        | 33          | 0           | 1               | 0               | 1                 | 0                 | -                              | -                              | -                              | -        | -        | 35    | 0     |
| Sous-total            | Sous-total            | Sous-total            | 52          | 1           | 3               | 0               | 4                 | 0                 | -                              | 9                              | 0                              | 0        | 0        | 68    | 1     |
| Total sur la carrière | Total sur la carrière | Total sur la carrière | 166         | 10          | 14              | 1               | 4                 | 0                 | -                              | 10                             | 0                              | 3        | 1        | 197   | 12    |